# Association for the Advancement of Artificial Intelligence
Association for the Advancement of Artificial Intelligence (AAAI) (tidigare: American Association for Artificial Intelligence) är en internationell organisation och forskningsnätverk som söker främja den vetenskapliga forskningen om artificiell intelligens. Organisationen grundades 1979 och har omkring 6000 medlemmar. AAAI arbetar bland annat med boktugivning, tidskriftsutgivning och anordnande av konferenser. De anordnar också den egna konferensen "AAAI Conference on Artificial Intelligence",, vilken räknas som en av de främsta konferenserna inom området artificiell intelligens.  